# San Sebastián Yutanino
San Sebastián Yutanino es una localidad del estado mexicano de Oaxaca, localizada en el municipio de San Francisco Cahuacuá.
Tiene varios acontecimientos que le han ocurrido uno de ellos fue el 28 de julio de 1984 fue cuando sucedió una desgracia en la comunidad de san Sebastián yutanino. En el cerro de tres cabezas se abrió una trompa de agua y harrazo con árboles y piedras enormes que había en la barranca, se dio entre ocho y nueve de la noche, cuando esa agua bajo al centro se llevó una casa con toda su familia del señor Rutilo Sánchez los cuales fallecieron dos de sus hijas una de 11 años y otros de 9 años y un niño de 1 año apareció al siguiente día por la mañana afortunadamente aún seguía con vida, así también afectó la casa del señor Cándido Jacobo muriendo dos de sus hijas una de 6 años y otra de 4 años y platicando con los señores mayores nadie había visto algo igual en los anteriores años, se tuvo que organizar la gente del pueblo para poder limpiar las calles.

21/01/2023
En nuestro Pueblo de San Sebastián Yutanino hubo una tragedia en nuestra fiesta patronal y el día 21 de enero por la noche como a Las 11:00 todo iba normal hasta qué anunciaron por el micrófono que se estaba quemando la urban del Pueblo la cual iba a salir. Esa noche para la ciudad de oaxaca fue una tragedia muy mala la cual hasta estos momentos lamentamos gracias a dios no hubo heridos.

## Ubicación
La comunidad se encuentra ubicada en las faldas de una montaña llamada Tres Cabezas, La cual es llamada así por su forma que tiene colinda con cuatro pueblos.

## Límites
Al norte con Santa Catarina Cuanana, al sur con Santiago Textitlán, al oeste con San Francisco Cahuacuá y al este con San Mateo Yucutindó. Así también con cada colindación tiene 4 cerros, al norte con el cerro de Tres Cabezas, al sur con el Chivato, al oeste con Cerro Flor y al este con El Cebollal.